# Skai Jackson
Skai Jackson (New York, 8 april 2002) is een Amerikaans (stem)actrice. Ze speelde in diverse films en series, waaronder My Dad's a Soccer Mom, Jessie en Bunk'd.

## Levensloop
Jackson werd geboren in de wijk Staten Island in New York. Haar ouders scheidden toen ze jong was en hierdoor werd ze voornamelijk door haar moeder opgevoed. Jackson begon haar carrière als kind-model in reclames.
Jackson begon vervolgens met acteren en maakte in juni 2007, op vijfjarige leeftijd, haar filmdebuut in de onafhankelijke film Liberty Kid. Hierna vertolkte Jackson in de periode van 2008 tot en met 2011 meerdere kleine rollen in verschillende films, waaronder Rescue Me, The Rebound, Arthur en The Smurfs.
In 2010 startte Jackson met haar werkzaamheden als stemactrice, ze maakte hiermee haar debuut in de Nickelodeon-serie Team Umizoomi. Als stemactrice werkte ze verder mee aan de televisieseries Kick Buttowski: Suburban Dardevil, Bubble Guppies en Dora the Explorer.
Jackson verkreeg voornamelijk naamsbekendheid toen zij de rol van Zuri Ross ging vertolken in de Disney Channel-serie Jessie. Ze vertolkte deze rol van 30 september 2011 tot en met het einde van de serie, op 16 oktober 2015. Nog voordat de serie was gestopt ging op 31 juli 2015 de spin-off serie Bunk'd van start, waarin Jackson een van de hoofdrollen ging vertolken eveneens als het personage Zuri Ross. Ze vertolkte deze rol tot en met het derde seizoen en verliet op 21 september 2018 de serie. Naast de laatste twee genoemde series vertolkte Jackson de rol van het personage Zuri Ross tevens als gastrol in andere televisieseries, waaronder in Austin & Ally, Good Luck Charlie, Ultimate Spider-Man en K.C. Undercover.
In de jaren die volgden, werkte Jackson als actrice mee aan verschillende film en televisieprojecten, waaronder Muppets Haunted Mansion, Sheroes en The Man in the White Van. Daarnaast vertolkte ze in 2019 een rol in de videoclip Panini van rapper Lil Nas X en was ze in het najaar van 2020 deelneemster aan het 29e seizoen van het ABC-programma Dancing with the Stars, ze behaalde de halve finale.

## Privé
In januari 2025 beviel Jackson van haar eerste kind, een zoon.

## Filmografie

### Film
- 2007: Liberty Kid, als jonge Destiny
- 2008: Rescue Me, als klein meisje
- 2009: The Rebound, als klein meisje in museum
- 2011: Arthur, als meisje in bibliotheek
- 2011: The Smurfs, als schoppend meisje
- 2013: G.I. Joe: Retaliation, als dochter van Roadblock
- 2014: My Dad's a Soccer Mom, als Lacy Casey
- 2023: Big Boss, als jonge Keke Palmer
- 2023: Sheroes, als Daisy
- 2023: The Man in the White Van, als Patty

### Televisie
- 2006: Sesame Street, als zichzelf
- 2010: Team Umizoomi, als Kayla (stemrol)
- 2010: Royal Pains, als Maddie Phillips
- 2010-2012: Kick Buttowski: Suburban Dardevil, als Madison (stemrol)
- 2011: Boardwalk Empire, als Aneisha
- 2011-2013: Bubble Guppies, als kleine vis (stemrol)
- 2011-2015: Jessie, als Zuri Ross
- 2012: Austin & Ally, als Zuri Ross
- 2012-2014: Dora the Explorer, als Isa (stemrol)
- 2013: Good Luck Charlie, als Zuri Ross
- 2014: Ultimate Spider-Man, als Zuri Ross (stemrol)
- 2015-2018: Bunk'd, als Zuri Ross
- 2015: K.C. Undercover, als Zuri Ross
- 2018: Culture Clash, als Aisha
- 2018: Marvel Rising: Initiation, als Glory Grant (stemrol)
- 2019: Marvel Rising: Chasing Ghost, als Glory Grant (stemrol)
- 2019: Marvel Rising: Battle of the Bands, als Glory Grant (stemrol)
- 2019-2022: DreamWorks Dragons: Rescue Riders, als Summer (stemrol)
- 2019: Marvel Rising: Operation Shuri, als Glory Grant (stemrol)
- 2021: A Black Lady Sketch Show, als Ceecee
- 2021: Muppets Haunted Mansion, als zingende buste

### Videoclips
- 2019: Panini, van Lil Nas X[15]

## Prijzen en nominaties
| Award                    | Jaar | Categorie                                                                             | Werk     | Resultaat   | Ref.   |
| ------------------------ | ---- | ------------------------------------------------------------------------------------- | -------- | ----------- | ------ |
| NAACP Image Award        | 2016 | Outstanding Performance by a Youth - Series, Special, Television Movie or Mini-series | Jessie   | Genomineerd | [ 20 ] |
| Shorty Awards            | 2017 | Best Influencer and Celebrity                                                         | zichzelf | Genomineerd | [ 21 ] |
| Young Entertainer Awards | 2018 | Best Young Ensemble in a Television Series                                            | Bunk'd   | Gewonnen    | [ 22 ] |